# Анес Варда
Анѐс Варда̀  (на френски: Agnès Varda) е френска режисьорка , част от Френската нова вълна.

## Биография
Родена е на 30 май 1928 г. в Иксел, Белгия в семейството на Кристиан Паске и инженера Йожен-Жан Варда (от семейство на гръцки емигранти от Мала Азия). Рожденото ѝ име е Арлет Варда. Завършва литература и психология в Сорбоната, първоначално работи като фотограф, а от средата на 50-те години става кинорежисьорка. През 1962 г. се омъжва за режисьора Жак Деми. Има две деца – костюмографката Розали Варда (1958) и актьорът и режисьор Матийо Деми (1972).
Сред най-известните ѝ филми са „Клео от пет до седем“ („Cléo de 5 à 7“, 1962), номиниран за „Златна палма“ на Фестивала в Кан, „Щастие“ (1965), получил специалната награда на журито на Берлинския международен кинофестивал и „Скитницата“ („Sans toit ni loi“, 1985), получил наградата „Златен лъв“ на Фестивала във Венеция. Сред многото ѝ отличия са и тези за цялостна кариера: „Златен леопард“ от Локарно, „Златна палма“ от Кан, „Оскар“.

## Творчество
Интересът на Варда към фотографията я насочва към киното. През 1954 г. по молба на неизлечимо болен приятел, който вече не може да посещава родните си места, Варда отива да снима в малкото рибарско селище Поант Корт, недалеч от Монпелие. Работата я увлича толкова, че решава да заснеме игрален филм в това село. Озаглавен просто „Pointe Courte“, филмът разказва за млада двойка, която се опитва да подобри семейните и любовните си отношения по време на престая си в селището. Този филм е стилистично предшественик на Френската нова вълна. Варда включва във филма двама професионални актьори, както и обикновени жители на селището, което внася в картината елемент на реализъм и документална естетика, вдъхновена от Неореализма. По-късно във филмите си тя често използва комбинация от фикционални и документални елементи.
Вторият ѝ пълнометражен филм, „Клео от пет до седем“, излиза само седем години по-късно. Той разказа за два часа от живота на млада парижка поп певица в очакване на резултатите от медицински тестове за евентуален рак. Действието на филма се развива сякаш в реално време и е разделено на поредица от глави с указание за точното време на случващото се. Героинята се среща с различни хора, чрез общуването с които постепенно напуска кукленския си образ и придобива живи човешки черти. Филмът засяга редица екзистенциални теми, като тленността и смъртта, самотата и отчаянието, и се отличава с подчертан феминистки подход.
В първия си цветен филм, „Щастие“, Варда рисува портрет на щастливо семейство, в което съпругът известно време успява успешно да съчетае любовта към жена си и децата си с любовта към друга жена. Когато жена му научава от самия него за съперницата си, се самоубива, а той я замества без видими проблеми с любовницата си. Картината на безграничното щастие, изпълнена в импресионистични цветове, галещи погледа на фона на хармоничната музика на Моцарт, обаче оставя неспокойно усещане. Според Варда „това е красив плод с жесток вкус“.
Филмът „Едната пее, другата – не“ разказва за живота на две млади жени, които съдбата събира през 1962 г. и които се срещат отново 14 години по-късно, припомняйки си отминалите години. Въпреки факта, че едната произхожда от проспериращо градско семейство и е станала певица, а другата има тежко селско минало и две извънбрачни деца, това не пречи на тяхното взаимно разбирателство и приятелство. Филмът обръща специално внимание на темите за женското приятелство, социалния статус на жената и легализирането на аборта.
През 1984 г. Варда създава филма „Без покрив, извън закона“, разказващ за смъртта на млада скитница на име Мона. Неназован човек извън екрана разговаря с хора, които са срещнали Мона през последните седмици от живота ѝ. Филмът е разделен на 47 епизода, във всеки от които някой разказва за впечатленията си от общуването с Мона. Филмът разказва за стремежа на героинята към свобода и опита ѝ да се измъкне от оковите на съвременното общество, но и за това, че не всеки такъв опит е успешен. През 1985 г. за този филм Варда е удостоена с голямата награда на филмовия фестивал във Венеция – „Златен лъв“, както и с престижната награда на ФИПРЕССИ. През 1986 г. Сандрин Бонер получава френската награда „Сезар“ като най-добра актриса за изпълнението си в този филм.
През 1990 г. умира съпругът на Варда, известният режисьор Жак Деми, с когото са живели заедно от 1962 г. Малко след смъртта му Варда заснема филма „Жако от Нант“ за живота и смъртта му. Започвайки с артистична възстановка на ранните години на Деми в окупираната от Германия Франция, филмът изследва страстта му към различни аспекти на киното, включително кастинга, сценографията, анимацията и осветлението. Фикционалните епизоди на филма са преплетени с хроники на военновременния Нант, фрагменти от филми на Деми, както и документални кадри на умиращия режисьор. Филмът продължава близката на Варда тема за справянето със смъртта.

## Филмография

### Избрани пълнометражни филми
| година | филм                     | оригинално заглавие                   | бележки |
| ------ | ------------------------ | ------------------------------------- | ------- |
| 1955   | Ла Поанкур               | La Pointe Courte                      |         |
| 1962   | Клео от 5 до 7           | Cléo de 5 à 7                         |         |
| 1965   | Щастие                   | Le bonheur                            |         |
| 1966   | Създанията               | Les créatures                         |         |
| 1967   | Голямата любов           | Lions Love                            |         |
| 1970   | Наусика                  | Nausicaa                              | ТВ филм |
| 1977   | Едната пее, другата – не | L’une chante, l’autre pas             |         |
| 1981   | Документатор             | Documenteur                           |         |
| 1985   | Скитницата               | Sans toit ni loi                      |         |
| 1988   | Кунг-фу майстор!         | Kung-fu master!                       |         |
| 1988   | Джейн Б. от Анес В.      | Jane B. par Agnès V.                  |         |
| 1991   | Жако от Нант             | Jacquot de Nantes                     |         |
| 1995   | Сто и една нощи          | Les cent et une nuits de Simon Cinéma |         |
| 2000   | Събирачите и събирачката | Les Glaneurs et la Glaneuse           |         |
| 2008   | Плажовете на Анес        | Les plages d'Agnès                    |         |
| 2017   | Лица, места              | Visages Villages                      |         |

## За нея
- Sara Cortellazzo et Michele Marangi, Agnès Varda, Edizioni di Torino, 1990.
- Michel Estève et al., Agnès Varda, Paris, Lettres modernes Minard, coll. „Etudes cinématographiques“ (no 179-186), 1991 ISBN 978-2-256-90894-1
- Bernard Bastide, Les Cent et une nuits, chronique d'un tournage, Pierre Bordas et fils, 1995
- Sandy Flitterman-Lewis, To desire differently: feminism and the French cinema, Columbia University Press, 1997, 379 p.
- Alison Smith, Agnès Varda, Manchester University Press, 1998
- Antony Fiant, Roxane Hamery et Eric Thouvenel (dir.), Agnès Varda: le cinéma et au-delà, Rennes, Presses universitaires de Rennes, 2009.